# Sinocharis
Sinocharis é um gênero de traça pertencente à família Arctiidae.